# Memorándum de entendimiento
Un memorándum de entendimiento (MDE, o MOU por sus siglas en inglés de memorandum of understanding) es un documento que describe un acuerdo bilateral o multilateral entre partes. El mismo expresa una convergencia de deseo entre las partes, indicando la intención de emprender una línea de acción común. A menudo es utilizado en casos en los cuales las partes no desean emprender un compromiso legal o en situaciones en las cuales las partes no pueden crear un acuerdo legalmente obligatorio. Es una alternativa un poco más formal a un acuerdo de caballeros.
En algunos casos dependiendo de las palabras exactas, los MDE pueden tener el poder vinculante de un contrato; en lo que respecta a la ley, no es preciso que esto sea aclarado en los contratos para que los mismos sean legalmente vinculantes. El hecho de que un documento sea un contrato legalmente vinculante solo depende de la presencia o no de ciertos elementos legales en el texto del documento. Situaciones tales como el incluir cláusulas específicas de liberación de efectos legales, o falla del MDE de incluir los elementos necesarios para que sea un contrato válido (tal como la ausencia de consideración en jurisdicciones de derecho anglosajón (common law), por ejemplo llevan a que el MDE no tenga el poder legal de un contrato).

## En derecho privado
En Estados Unidos, en el ámbito del derecho privado, un MDE es un sinónimo común de una carta de intención. Un ejemplo de esto es el MDE entre Bush y Kerry para los debates presidenciales del 2004.

## Dentro de una empresa o agencia gubernamental
Muchas compañías y agencias gubernamentales utilizan los MDE para definir las relaciones entre departamentos, agencias o compañías.
En el Reino Unido, tales MDE a menudo son denominados concordatos. Un ejemplo es el «Concordato entre los organismos que inspeccionan, regulan y auditan la salud o sistemas médicos» del año 2004. A menudo, el término es utilizado en el contexto de devolution; por ejemplo, el concordato de 1999 entre el Departamento Central del Medio Ambiente, Alimentos y Temas rurales y la Dirección Escocesa del Medio Ambiente.

## En el derecho público internacional
En las relaciones internacionales, los MDE caen dentro de la categoría de tratados y deben ser registrados en la base de datos de tratados de las Naciones Unidas, sólo si existe intención de generar obligaciones legales entre las partes. En la práctica, y a pesar de la insistencia de la sección Legal de Naciones Unidas de que el registro debe realizarse para evitar la «diplomacia secreta», a veces, los MDE son confidenciales. Desde un punto de vista legal, el título de MDE no significa necesariamente que el documento sea vinculante o no de acuerdo al derecho internacional. Para determinar si un MDE en particular está concebido para ser un documento legalmente vinculante (por ejemplo, un tratado), se debe analizar la intención de las partes como también la posición de los firmantes (por ejemplo, Ministerio de Relaciones Exteriores vs. Ministerio del Medio Ambiente). Un análisis cuidadoso del texto permitirá aclarar la naturaleza exacta del documento. La Corte Internacional de Justicia ha dado algunos lineamientos en cuanto a la determinación sobre el estatus legal de un documento en el caso testigo Qatar v. Bahrain, 1 de julio de 1994.

### Ventajas
Una ventaja de los MDE comparados con otros instrumentos formales es que, dado que se pueden evitar las obligaciones bajo el derecho internacional, los MDE pueden ser implementados en muchos países sin necesidad de conseguir una aprobación por parte del parlamento. Por lo tanto, a menudo los MDE son utilizados para modificar y adaptar tratados existentes, en cuyo caso estos MDE poseen un estatus de tratados de facto. Sin embargo, la decisión sobre su ratificación es determinada por las leyes internas de las partes y depende en gran medida del tema bajo consideración.
Los MDE que se mantienen confidenciales (o sea, que no se registran en las Naciones Unidas) no pueden ser exigibles ante un organismo de las Naciones Unidas, y se puede concluir que, en estos casos, no se han establecido obligaciones según el derecho internacional. Tal como fue obvio en el caso Catar vs. Baréin, pueden surgir disputas sobre el estatus del documento cuando una de las partes intenta hacer cumplir sus cláusulas o acuerdos.
Aunque pocas veces se observan MDE de características multilaterales, los acuerdos de aviación internacional son MDE .